# Diva Diniz Corrêa
Diva Diniz Corrêa (10 de mayo de 1918-28 de abril de 1993) fue una zoóloga y bióloga marina brasileña.

## Biografía
Nació en 1918 en Avaré, São Paulo, Brasil, siendo la más joven de tres hermanas y la única que fue a la universidad.
En 1939,  empezó sus estudios en historia natural en la Facultad de Filosofía, Ciencias y Letras de la Universidad de São Paulo. Durante ese tiempo,  trabajó estrechamente con Ernst Marcus y Eveline Du Bois-Reymond Marcus, deviniendo buenos amigos entre ellos. Después de graduarse en 1941, fue aprendiz con el Dr. Ottorino de Fiore di Coprani en el Departamento de Geología y Paleontología.
De 1943 a 1945,  enseñó historia natural, en una escuela de São Paulo, cuándo se le ofreció un profesorado en la Universidad de São Paulo y empezó a enseñar cursos en zoología y fisiología. En ese tiempo hizo varios viajes a la costa para recoger especímenes para sus clases y sus estudios.
En 1948, Diva completó su tesis doctoral sobre la embriología de Bugulina flabellata, un Bryozoa, y recibió el grado más alto posible por el comité, el cual estuvo dirigido por Ernst Marcus y Paul Sawaya. En 1952,  recibió una membresía de la Universidad de Padua y fue a la Stazione Zoologica en Nápoles, Italia, donde estudió neurofisiología y locomoción de Nemertea, dirigiendo y publicando muchos papeles. En 1957,  recibió otra beca, esta vez del John Simon Guggenheim Fundación Conmemorativa, para viajar a la Estación Marina de California Pacífico de la Universidad de California, el cual dirigió la publicación de una monografía del nemerteans de California y costas de Oregón.
De octubre de 1958 a febrero de 1959, Diva hizo un internado en el Instituto de Ciencia Marina, Universidad de Miami y visitó las islas Vírgenes de los Estados Unidos. Durante su tiempo en EE. UU. Diva desarrolló un gusto por la coca-cola y nombró un nemerteano como Zygonemertes cocacola. En 1962, hizo un internado en el Laboratorio Biológico Marino en Curaçao con una subvención dada por el gobierno neerlandés, resultando en un estudio del nemerteans de la región y la descripción de un turbellarian.
Más tarde en 1962, Diva regresó a la Universidad de São Paulo y fue profesora del Departamento de Zoología hasta su jubilación en 1988. Ocupó la silla que devino vacante por el jubileo del Prof. Ernst Marcus. De 1963 a 1977, fue la primera directora mujer del Departamento de Zoología.

## Obra
- Corrêa, D. D. (1947). «A primeira Dolichoplana (Tricladida Terricola) do Brasil». Boletim da Faculdade de Filosofia, Ciências e Letras da Universidade de São Paulo 12: 57-82.

- Corrêa, D. D. (1953). «Sobre a neurofisiologia locomotora de hoplonemertinos e a taxonomia de Ototyphlonemertes». Anais da Academia Brasileira de Ciências 25: 545-555.

- Corrêa, D. D. (1953). «Sobre a locomoção e a neurofisiologia de nemertinos». Boletim da Faculdade de Filosofia, Ciências e Letras da Universidade de São Paulo 18: 129-147.

- Corrêa, D. D. (1954). «Nemertinos do litoral Brasileiro». Boletim da Faculdade de Filosofia, Ciências e Letras da Universidade de São Paulo 19: 1-122.

- Corrêa, D. D. (1956). «Estudo de nemertinos Mediterraneos (Palaeo e Heteronemertini)». Anais da Academia Brasileira de Ciências 28: 195-214.

- Corrêa, D. D. (1961). «Nemerteans from Florida and Virgin Islands». B Mar Sci Gulf Carib. 11: 1-44.

- Corrêa, D. D. (1963). «Nemerteans from Curaçao». Study of the Fauna of Curaçao and other Caribbean Islands 17: 41-56.

- Corrêa, D. D. (1964). «Nemerteans from California and Oregon». Proc Calif Acad Sci 31: 515-558.

## Honores

### Eponimia
Varios taxa se nombraron, con su epónimo, como el genus de turbellaria Dinizia, el genus nemerteano Divanella y Correanemertes, y la especie de gastrópodos Piseinotecus divae.

## Abreviatura (zoología)
La abreviatura Diniz Correa  se emplea para indicar a Diva Diniz Corrêa como autoridad en la descripción y taxonomía en zoología.